# Вискаино, Ародис
Ародис Вискаино (исп. Arodys Vizcaíno, 13 ноября 1990, Ягуате) — доминиканский бейсболист, питчер команды МЛБ «Сиэтл Маринерс».

## Карьера
В июле 2007 года Вискаино в статусе свободного агента подписал контракт с «Нью-Йорк Янкис». Профессиональную карьеру начал в составе «Галф-Кост Янкис» в 2008 году. Следующий сезон Ародис провёл в «Статен-Айленд Янкис» и по его итогам сайт Baseball America поставил его на третье место в списке самых перспективных игроков системы клуба.
23 декабря 2009 года «Янкис» обменяли Вискаино, Мелки Кабреру и Майка Данна в «Атланту». Выступления в системе нового клуба он начал в составе «Ром Брэйвз». В двенадцати играх Ародис одержал девять побед и был переведён в состав «Мертл-Бич Пеликанс». Проведя ещё три матча Вискаино получил травму локтя и пропустил остаток сезона. Вернувшись в состав в 2011 году, к концу сезона Ародис играл уже в AAA-лиге в составе «Гуиннетт Брэйвз». 10 августа его впервые вызвали в состав «Атланты» и в тот же день он дебютировал в МЛБ. Всего в 2011 году он сыграл за «Брэйвз» в семнадцати играх. 20 марта 2012 года он перенёс операцию Томми Джона и пропустил остаток сезона.
30 июля 2012 года «Атланта» обменяла Ародиса в «Чикаго Кабс». Весь сезон 2013 года он также пропустил, восстанавливаясь после операции. В МЛБ Вискаино вернулся только в сентябре 2014 года, а в ноябре «Кабс» обменяли его обратно в «Брэйвз».
30 марта 2015 года «Атланта» отправила Ародиса в «Гуиннетт Брэйвз», а в апреле он получил дисквалификацию на 80 матчей после положительного теста на станозолол. Отбыв дисквалификацию, Вискаино вернулся в состав «Атланты» и до конца сезона играл за клуб в качестве клоузера.